# Lehmputz

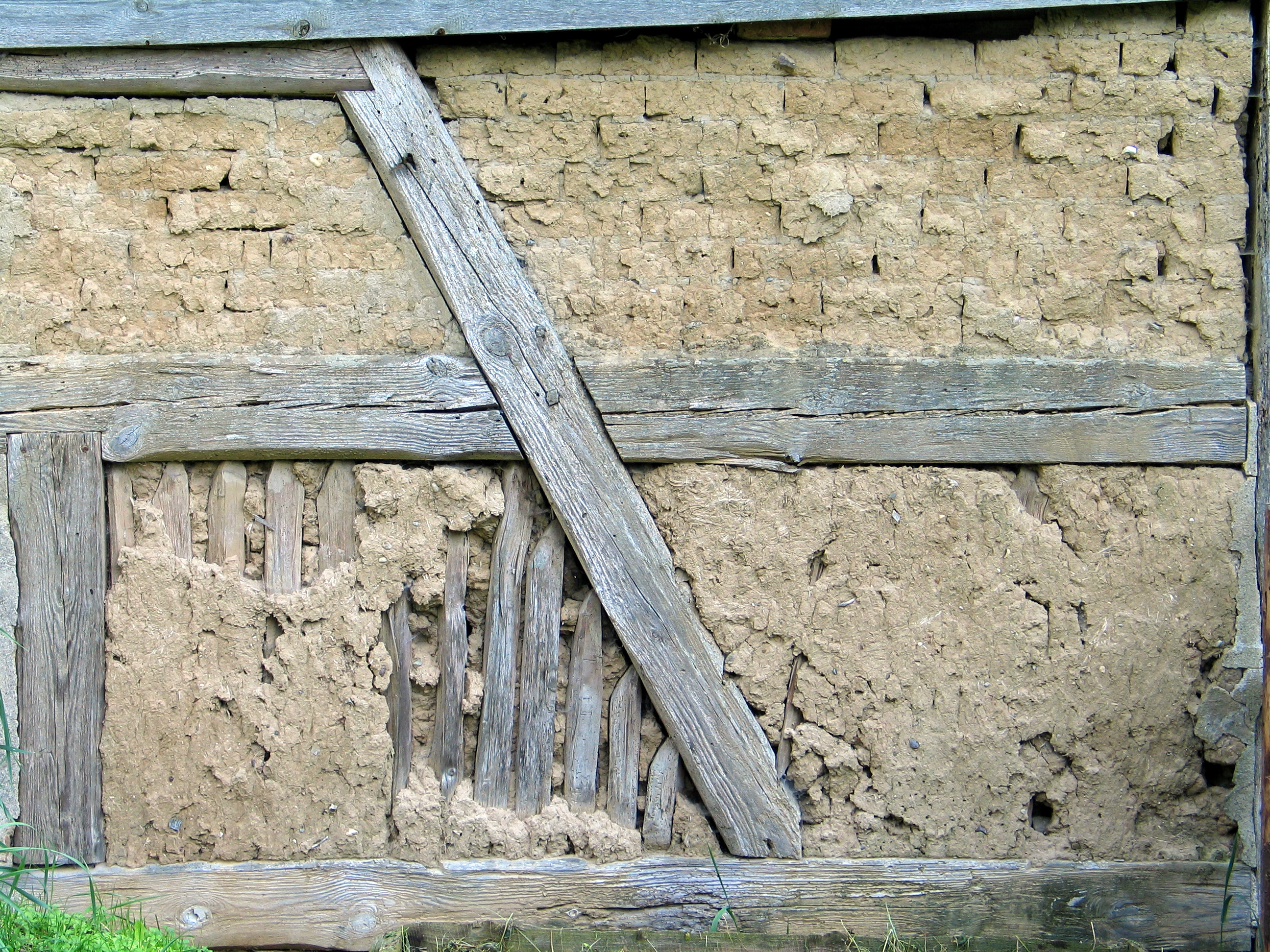
Fachwerkausfachung mit Lehmputz in verwittertem Zustand.

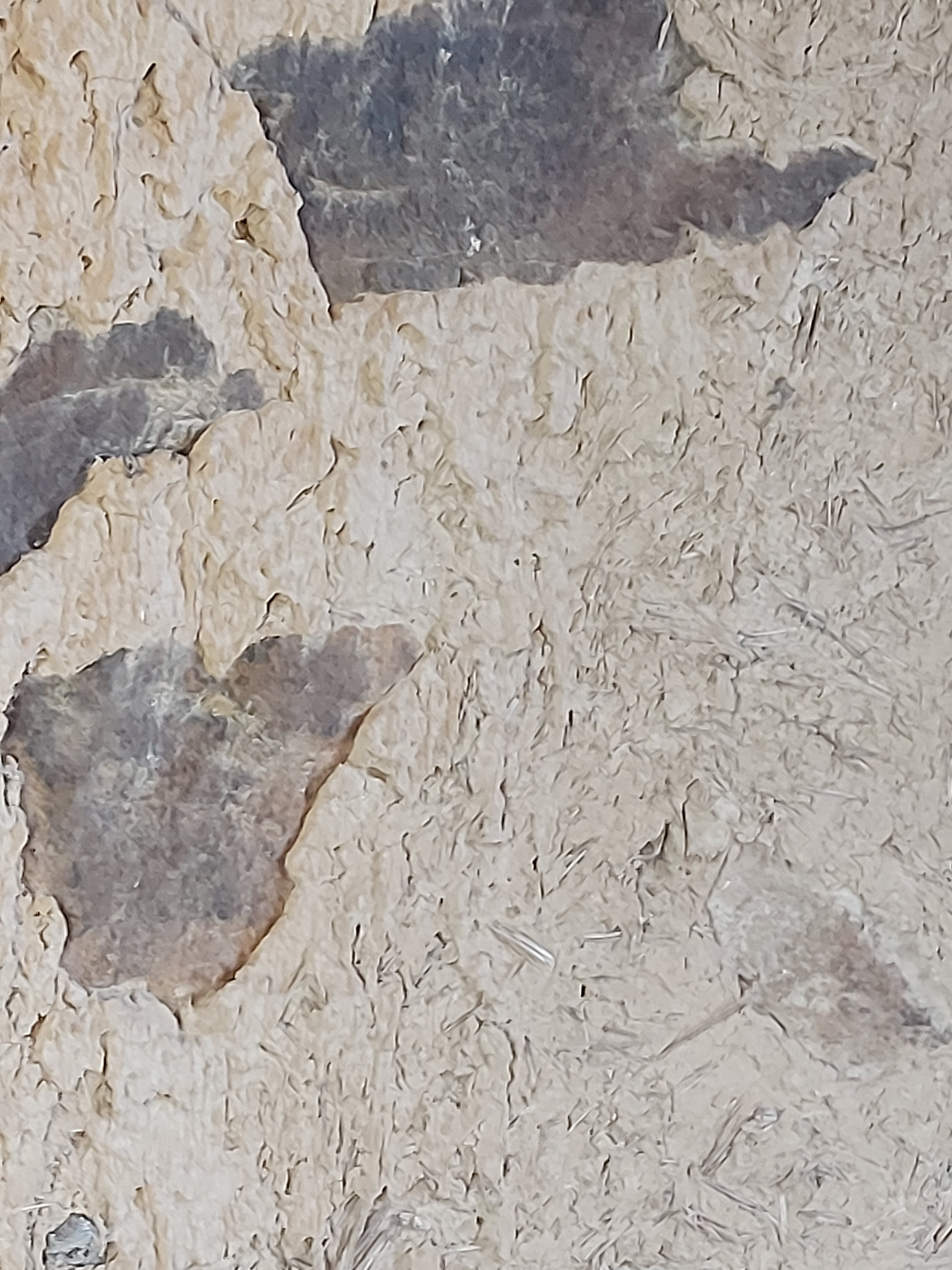
Überzug von Strohlehmputz auf Natursteinmauerwerk im Innern des Bergfrieds von Burg Ardeck mit einigen Fehlstellen

Lehmputz wird als Wand- und Deckenputz im Innen- und Außenbereich eingesetzt. Die Verwendung von Lehmputz zählt zu den ältesten Bautechniken der Menschheit, da die Rohstoffe weit verbreitet, leicht verfügbar und einfach zu verarbeiten sind. In Mitteleuropa ist er erstmals bei Häusern der ungarischen Körös-Kultur nachgewiesen.
Als natürlicher Baustoff mit günstigen Eigenschaften ist der Lehmputz seit Ende des 20. Jahrhunderts in das Zentrum der Aufmerksamkeit von Bauherren, Architekten und Innenausstattern geraten. Der Einsatz von Lehmputzen bei der Gestaltung von Innenräumen und Außenwänden erzeugt durch spezielle Anwendungsformen eine dekorative Wirkung, so etwa als farbiger Dekorputz.

## Arten
Lehmputze können nach ihrer Schichtstärke, nach ihrer Verarbeitung, nach dem Werkzeug, mit dem sie aufgebracht werden, oder nach ihrem Einsatzbereich unterschieden werden.
- Der Grundputz dient als Unterputz und wird 5 bis 40 mm dick aufgetragen, Regelstärke ist etwa 12–15 mm. Auch Grundputz ist maschinengängig, er kann also vor dem Verziehen mit einer Putzmaschine aufgetragen werden. Bei der Verwendung von Containerware ist auch der Einsatz von Silomischpumpen möglich.
- Beim Einlagenputz beträgt die Schichtstärke oft nur 7 und 10 mm. Der Putz wird mit Putzmaschine oder Hand aufgetragen und mit Stuckateurwerkzeugen wie dem Reibebrett oder Kartätsche verzogen. Einsatzgebiete sind Vollputz und Tonputz.
- Als mineralischen Lehmputz bezeichnet der Handel Lehmputz, der keine pflanzlichen Zuschlagstoffe wie z. B. Strohhäcksel enthält. Er ist uneingeschränkt maschinengängig und silofähig, da keine Fasern enthalten sind, die sich in der Mischvorrichtung ansammeln. Die Trocknungszeiten sind kürzer als bei Lehmputzen mit pflanzlichen Zuschlagstoffen und die Gefahr der Bildung von Schimmel an der Putzoberfläche durch zu langsame Trocknung geringer. Er eignet sich als Grund- und Deckputz. Die Oberfläche wirkt etwas gleichmäßiger und weniger lebendig als bei Putz mit sichtbaren Fasern. Putze ohne Fasern sind weniger elastisch und reißanfälliger, wenn sie zu feucht verarbeitet oder nicht ausreichend komprimiert werden.
- Feinputz ist ein Oberputz, der in Schichtstärken bis ca. 5 mm aufgetragen wird und meist zusätzliche Bindemittel wie z. B. Cellulose, Kasein, Methylcellulose oder Gummi arabicum enthält. Die Oberfläche wird meist gerieben oder geglättet.
- Spachtelputz enthält oft Gesteinsmehle oder Feinstsande und ebenso wie Feinputz zusätzliche Bindemittel. Er wird in Schichtstärken von wenigen Millimetern manuell aufgetragen. Er ist ein Dekorputz. Zum Auftrag können Japankellen oder ein so genannter „Venezianischer Glätter“ verwendet werden, eine spezielle, leicht konisch geformte Kelle mit abgerundeten Ecken. Dekorputze können farbig sein, rein weiß oder dunkelgrau, mit oder ohne Zuschlagstoffen, die besondere optische Effekte hervorrufen.
- Tonputz wird händisch mit der Kelle oder maschinell in Schichtstärke zwischen 1 und 30 mm aufgetragen. Durch sehr cremige Konsistenz ist die Verarbeitung ähnlich dem Gipsputz.
- Eine Lehmschlämme wird wie eine angedickte Farbe mit dem Quast aufgetragen, um eine gleichmäßigere farbliche Wirkung zu erzielen, um poröse oder grobe Untergründe zu schlichten oder um zu glatte Oberflächen lebendiger zu gestalten. Je flüssiger die Lehmschlämme angerührt wird, desto feiner muss die Gesteinskörnung gewählt werden, damit sich diese nicht am Boden des Mischgefäßes absetzt.
- Streichputz ist die Handelsbezeichnung für eine Lehmschlämme, die als Fertigmischung angeboten wird. Als Dekorputz kann dieser weiß, farbig oder sogar dunkelgrau sein und wird mit dem Quast oder alternativ in einer dünnen Schicht mit der Lasurbürste aufgetragen. Streichputz enthält meist Bindemittel wie z. B. Kasein, Methylcellulose oder Gummi Arabicum. Es können Pflanzenfasern oder farbige Sande beigemischt werden, die nach dem Freiwischen optische Akzente setzen.
- Als Lehmspachtel werden im Handel gefärbte Feinputze mit besonderen Zusätzen bezeichnet,[2] die in Schichtstärken von nur ca. 0,7 mm aufgetragen werden können.[3] Lehmspachtel können mit Glättkelle oder Spachtel aufgetragen und auf verschiedene Weisen strukturiert werden.

## Verarbeitung

### Faserzusatz
Lehmputze enthalten in der Regel einen Faserzusatz, der insbesondere die Bildung von sichtbaren Rissen beim Trocknen des Putzes reduziert, aber auch Festigkeit und Verarbeitbarkeit verbessern kann.
Lehmputz ohne Faseranteil wird im Handel auch als rein mineralisch angeboten und eignet sich zur Verwendung in Räumen, in denen mit erhöhter Luft- oder Materialfeuchte zu rechnen ist. Unter Umständen trocknet Lehmputz ohne Faseranteil nach dem Auftragen etwas schneller ab. Zur Vermeidung von sichtbaren Rissen werden rein mineralischem Fertigmörtel besonders genau abgestufte Zuschläge beigemischt. Er sollte zudem mit wenig Wasser angerührt oder nach dem Auftrag und gegebenenfalls während des Abtrocknens nochmals mit der Glättkelle verdichtet werden.
Als Grobfaser wird häufig fein geschnittenes Gerstenstroh mit einer Länge von etwa 5 bis 30 mm verwendet, da Gerstenstroh weniger leicht schimmelt, als Roggen- oder Weizenstroh. Traditionell wurde dem Lehm getrockneter Tierdung, wie Kuhfladen und Pferdeäpfel zugesetzt, die einen großen Anteil gut aufbereiteter, feiner Pflanzenfasern enthalten. Feine Fasern wurden oft in Form von Tierhaar beigemischt, insbesondere im Oberputz. Heute werden unter anderem (gewolfte) Kälberhaare und Schweineborsten verwendet.
Vorteile faserhaltiger Lehmmischungen
Faserhaltiger Putz schwindet beim Trocknen zwar nicht weniger als rein mineralischer Putz, doch verhindern die zugfesten Fasern, dass sich breite Risse bilden. Die Fasern wirken als Bewehrung, denn sie können deutlich größere Zugspannungen aufnehmen, als der Putz selber. Die beim Schwinden auftretenden Spannungen werden von den Fasern flächig im Putz verteilt, so dass sich statt weniger großer Risse ein Netz von feinen Rissen ausbildet, die mit dem Auge in der Regel nicht sichtbar sind. Andernfalls können sie im noch feuchten Putz durch das Glätten und gleichzeitigen Verdichten des Putzes in der Regel geschlossen werden. Alternativ können sie mit dem feuchten Schwammbrett zugewaschen werden. Hierbei wird jedoch der Sand an der Oberfläche freigelegt, der dann lose an der Oberfläche haftet, wenn er nicht mehr mit der Kelle in den noch feuchten Putz gedrückt werden kann.
Durch die Verteilung der Spannungen kann in stark schwindendem Putzen die Bildung von Putzschollen vermindert werden, die sich sonst an den Rändern vom Untergrund lösen. Die Bewehrung des Putzes mit einem Armierungsgewebe ist jedoch wirksamer.
Fasern können die Abriebsfestigkeit der Lehmoberfläche erhöhen. Auch die Witterungsbeständigkeit kann verbessert werden, da die Fasern das Auswaschen der feinen mineralischen Partikel verzögern.
Beim Putzauftrag auf schadhaften oder ungleichmäßigen Untergründen ist faserhaltiger Putz eher in der Lage, im Untergrund vorhandene Risse und Materialwechsel zu überbrücken.
Feine, aufquellende Fasern, wie etwa Cellulosefasern, können einen Einfluss auf die Verarbeitbarkeit des Putzes haben.
Bei Zumischung von Fasern kann der Zusatz von schweren Füllstoffen wie Sand reduziert werden, wodurch sich Dichte und Wärmewiderstand des Putzes abmindern. Durch das Anmachwasser quellende Fasern hinterlassen nach dem Austrocknen Hohlräume, die ebenfalls die Wärmedämmung verbessern.
Beim Auftrag von Lehmputz auf glatten und sehr schwach oder gar nicht saugenden Oberflächen wie Beton und Schaumglas ist die Haftung des Lehmputzes eingeschränkt, da sich die feinen Tonpartikel schlecht mit dem Untergrund verzahnen können. Hier kann die Zugabe sehr feiner Fasern unter Umständen die Verbindung zum Untergrund verbessern, wenn diese in der Lage sind, sich dem vorhandenen Material anzuhaften. Die Wasseraufnahmefähigkeit der Fasern kann auch die Verarbeitbarkeit von Lehmputzen auf nicht saugenden Untergründen erleichtern.
Nachteile faserhaltiger Mischungen
Fasern können Verarbeitung in Rührwerken und Putzmaschinen erschweren, insbesondere wenn sich die Fasern am Rührwerkzeug ansammeln.
Wenn die Trocknung des Putzes durch mangelnde Durchlüftung, geringe Temperaturen oder größere Auftragsstärken verzögert wird, kann sich an organischen Fasern oberflächlicher Schimmel bilden.
Bei Verwendung größerer Mengen pflanzlicher (quellfähiger) Fasern vergrößert sich in der Regel die Schwindung. Dies verbessert unter Umständen die Wärmedämmfähifkeit, vermindert jedoch die Druckfestigkeit und kann bei sehr großer Auftragsstärke unter Umständen zur Rissbildung führen.

## Bestandteile
Lehmputz besteht aus Ton, Sand und Schluff (Feinstsande). Er härtet durch die besonderen strukturellen Eigenschaften des Tons allein durch Verdunstung von Wasser und haftet durch mechanische Verkrallung am Untergrund. Die feinen plättchenförmigen Tonbestandteile wirken dabei als Verbund beziehungsweise als „Klebstoff“.
Zur Verbesserung der Eigenschaften wie Verarbeitbarkeit, (Riss)festigkeit, Haftung, Abrieb- und Feuchtigkeitsbeständigkeit und Oberflächenstruktur oder zur Einfärbung von Oberputzen werden dem Lehmputz je nach Einsatzbereich verschiedene Materialien beigemischt.
Dazu gehören beispielsweise Pigmente; Gesteinsmehle wie Marmormehl; Fasern wie Zellulose, gehäckseltes Stroh oder Heu, Kuh- oder Pferdedung, Tierhaare; eiweißhaltige Stoffe wie Molke, Quark, Tierblut; (hydraulische) Bindemittel wie Silikate, Kalk oder Zement.
In manchen Trockengebieten der Subtropen wird der Lehmputz traditionell über die gesamte Außenhaut des Hauses inklusive des Dachs gezogen.
Um die Widerstandsfähigkeit gegenüber den seltenen aber oft heftigen Niederschlägen zu erhöhen, werden dem Lehm verschiedene organische (Faser)Stoffe oder heutzutage auch Zement beigemischt.
In manchen Regionen wird der Putz nach dem Auftrag durch Schlämmen oder Sperranstriche auf pflanzlicher Basis oder durch die Mischung mit Teer witterungsbeständiger gemacht.

## Bautechnische Eigenschaften
Lehmputz ist wasserlöslich. Im Außenbereich ist er damit in niederschlagsreichen Regionen Einschränkungen unterworfen und sollte an Wetterseiten von Gebäuden sowie im Sockelbereich nicht ungeschützt verwendet werden. In Innenräumen dagegen besitzt der Lehm besonders durch seine feuchtigkeitsregulierenden Eigenschaften viele Vorteile gegenüber konventionellem, zementgebundenem Putzmörtel.
Die hohe Bindekraft des Lehms, welche er als Rohstoff bereits aufweist, kann zusätzlich durch die Beigabe von Pflanzenstärke und Fasermaterial (Stroh, Schilf, Pferdedung, Zellulose) verbessert werden. Wie bei anderen Baustoffen (beispielsweise Kalk- oder Gipsmörtel, Beton) sorgt eine ausgewogene Sieblinie für eine widerstandsfähige, harte Oberfläche von hoher Festigkeit. Bei geeigneter Verarbeitung ist der Einsatz von Lehmputz selbst in Badezimmern außerhalb des Spritzwasserbereiches möglich.
Lehm haftet sehr gut auf den unterschiedlichsten Materialien. Sehr saugfähige Untergründe müssen gegebenenfalls vorgenässt werden. Auftrag und Haftung können auch durch einen Grundierungsanstrich mit Lehmschlämme verbessert werden.
Ein Lehm-Oberputz mit einem Zusatz von Gerstenstroh besitzt beispielsweise eine Biegezugfestigkeit von 0,78 N/mm², eine Druckfestigkeit von 2,1 N/mm², eine Haftfestigkeit von 0,30 N/mm² und der Abrieb wird mit 0,6 g ermittelt.
Nachdem die alten Normen für Lehmbaustoffe in der Nachkriegszeit außer Kraft gesetzt worden waren, werden neuerdings die Begriffsbestimmungen in der DIN 18942-1, Lehmmauermörtel in der DIN 18946 und Lehmputzmörtel in der DIN 18947 behandelt.

### Gesteinskörnung
Die Gesteinskörnung wird durch eine Nasssiebung nach DIN EN 1015-1 klassifiziert und nach DIN EN 12139 bezeichnet.
Die Korngruppe benennt die untere (d) und obere (D) Siebgröße und wird als d/D angegeben. Wenige Körner dürfen auf dem oberen Sieb liegenbleiben und werden als Überkorn bezeichnet. Ebenso dürfen einige Körner durch das untere Sieb fallen und werden Unterkorn genannt.
Größtkorn bezeichnet die Öffnungsweite des oberen Prüfsiebes D der Korngruppe in dem keine oder nur einzelne Überkörner verbleiben.
Im Produktdatenblatt eines Werksmörtels muss neben der Korngruppe auch die Überkorngröße angegeben werden, welche die Öffnungsweite des Prüfsiebes bezeichnet, in dem keinerlei Rückstand mehr verbleibt. Die Grenzwerte für Lehmmörtel sind in den DIN 18946 und 18947 enthalten.

## Einfluss auf das Raumklima
Grundsätzlich wirken sich alle Wandbeschichtungen auf das Raumklima aus: diffusionsoffene, also „dampfdurchlässige“ Beschichtungen, kapillarleitfähig ausgeführt, ermöglichen es, dass dahinter liegende Wandschichten Feuchtigkeit aufnehmen und wieder abgeben können. In Verbindung mit der Eigenschaft des Lehmputzes, sehr viel Feuchtigkeit aufzunehmen (bis zu neunmal so viel wie Gips), bildet sich ein Klimapuffer an der Wand, der Feuchte aufnimmt und sie bei geringer Luftfeuchtigkeit wieder abgibt. Lehmputze stehen mit diesen Eigenschaften im Gegensatz zu sogenannten „filmbildenden“ Oberflächen wie Dispersionsfarbe und Latexfarbe, die wenig oder keine Feuchte in dahinterliegende Schichten hindurchlassen.
Den größten Einfluss auf die Fähigkeit des Lehmputzes für die Klimapufferwirkung hat die Fläche der verputzten Wand. Die Schichtstärke des Lehms ist bei der Nutzung von Räumen von nachrangiger Bedeutung, denn mehr als 80 % der Feuchtigkeit wird zunächst in den oberen zwei Millimetern der Lehmwand gebunden. Lediglich 10 mm sind bei „normalem Wohnverhalten“ für die „Klimapuffer-Wirkung“ relevant, da die Reaktionsfähigkeit starker Putzlagen (> 20 mm) zu träge ist, um auf die ständig wechselnde Raumluftfeuchte reagieren zu können.
Lehm speichert Wärme (in Abhängigkeit von der eingebauten Menge) und aufgrund der hohen spezifischen Wärmekapazität sind Lehmwände in der Lage Temperaturunterschiede auszugleichen. Die Wärmeleitfähigkeit beträgt 0,47… 0,93 W/(m·K).